# Uddevallavarvet
Uddevallavarvet var et skibsværft i Uddevalla i Sverige. Det blev grundlagt i 1946 af Gustaf B. Thordén og nedlagt 1986. Værftet er kendt for levering af flere skibe til norske rederier. Nedlæggelsen skete som følge af den svenske værftskrise fra 1969 og frem.
| Firma | Spire Denne artikel om et firma eller en virksomhed i Sverige er en spire som bør udbygges. Du er velkommen til at hjælpe Wikipedia ved at udvide den. |